# SMS Lissa
SMS Lissa – okręt pancerny zbudowany dla Austro-Węgierskiej Marynarki Wojennej pod koniec lat 60. XIX wieku. Jego nazwa pochodzi od zwycięskiej bitwy morskiej pod Lissą z okresu wojny prusko-austriackiej. Był pierwszym austro-węgierskim pancernikiem kazamatowym, uzbrojony w dwanaście armat kal. 229 mm, umieszczonych w opancerzonej kazamacie na śródokręciu. Budowa okrętu rozpoczęła się w czerwcu 1867 roku, lecz z powodu problemów finansowych trwała aż do maja 1871 roku. Problemy budżetowe towarzyszyły pancernikowi również w czasie jego służby i uniemożliwiły mu pełnienie aktywnej służby we flocie. Nie licząc długiego remontu w latach 1880–1881, okręt spędzał większość czasu w porcie w Puli. Ostatecznie został skreślony z rejestru floty w 1892 roku i złomowany w roku następnym.

## Konstrukcja

### Charakterystyka ogólna i napęd

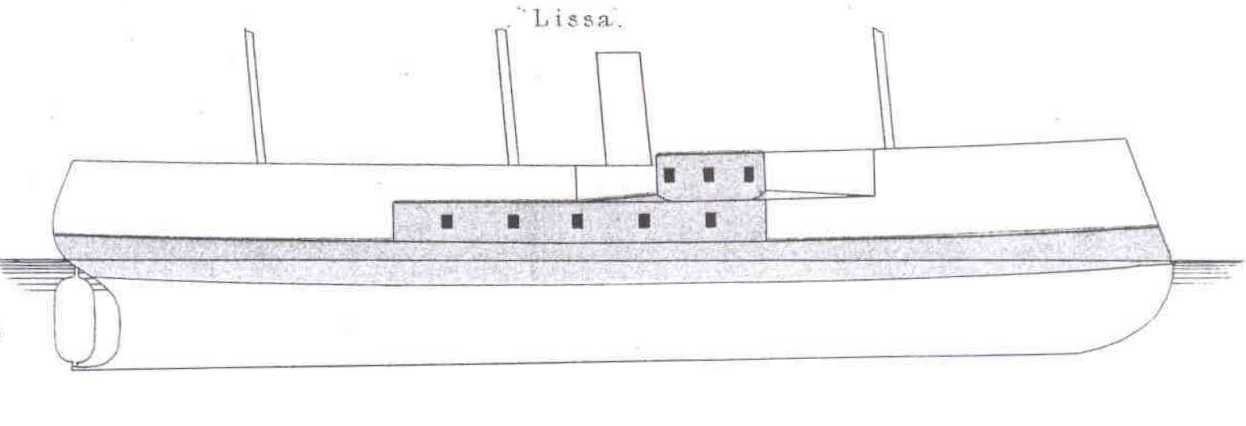
Szkic „Lissy”

SMS „Lissa” miał 86,76 m długości na linii wodnej i 89,38 m długości całkowitej. Jego szerokość wynosiła 17,32 m, a średnie zanurzenie 8,5 m. Wypierał 7086 ton. Burty oraz większość nadbudówki, w tym kazamaty, były drewniane z przymocowanymi żelaznymi płytami. Fragmenty kadłuba po bokach kazamat zostały zrobione z żelaza. Okręt był wyposażony w taran. Załoga składała się z 620 oficerów i marynarzy.
Napęd składał się z pojedynczej poziomej 2-cylindrowej maszyny parowej pojedynczego rozprężania, napędzającej pojedynczą śrubę o średnicy 6,62 m. Parę wytwarzało siedem kotłów parowych z trzydziestoma paleniskami. Spaliny odprowadzane były przez pojedynczy komin umieszczony na śródokręciu. Układ napędowy miał moc 3619 KM, co pozwalało na rozwinięcie prędkości 12,83 węzła, chociaż podczas testów prędkości przeprowadzonych 9 maja 1871 roku okręt osiągnął prędkość 13,29 węzła. Przy pełnej prędkości okręt miał zasięg 2840 Mm. Dodatkowo okręt został wyposażony w trzymasztowy takielunek o powierzchni 3112 m². W 1886 roku jego powierzchnię ożaglowania zmniejszono do 1404 m².

### Uzbrojenie i opancerzenie
„Lissa” była pancernikiem kazamatowym, a jej uzbrojenie składało się z dwunastu ładowanych odprzodowo armat Kruppa kal. 229 mm. Dziesięć z nich zostało zamontowanych w opancerzonej baterii burtowej na śródokręciu, z furtami działowymi 1,96 m nad poziomem wody. Pozostałe dwie umieszczone były w reducie, wiszącej bezpośrednio nad główną kazamatą. W ten sposób górne armaty w pewnym zakresie prowadzić ogień do przodu i do tyłu. Armaty te mogły przebić żelazny pancerz o grubości 264 mm. Okręt wyposażony był również w mniejsze działa, w tym cztery ładowane odtylcowo, gwintowane działa 8-funtowe i dwa odtylcowe, gwintowane działa 3-funtowe. Okręt chroniony był przez pas kutego żelaza o grubości 152 mm, a drewniane burty miały grubość 770 mm. Pas kończył się 1,74 m poniżej linii wody. Kazamaty chronione były przez 127 mm żelaza i 724 mm drewna. Pancerne grodzie na obu końcach kazamat miały 114 mm grubości.

## Służba
Stępka pod „Lissę” położona została 27 czerwca 1867 roku w stoczni Stabilimento Tecnico Triestino w Trieście. Okręt został zwodowany 25 lutego 1869 roku i rozpoczęły się prace wykończeniowe. W następnym miesiącu cesarz Franciszek Józef I odwiedził stocznię, w której budowany był okręt. Jednak ograniczony budżet marynarki i wysoka cena importowanego z Wielkiej Brytanii żelaza sprawiła, że pancernik nie został ukończony aż do maja 1871 roku. Obiekcje dotyczące wydatków morskich ze strony węgierskiej połowy cesarstwa nie tylko opóźniły budowę „Lissy”, lecz również uniemożliwiły austro-węgierskiej flocie aktywną służbę w czasie pokoju. W 1871 roku śmierć dowódcy floty, Wilhelma von Tegetthoffa, dodatkowo pogorszyła sytuację budżetową, jako że jego następca, Friedrich von Pöck, nie posiadał wpływów pozwalających przekonać rząd do zadysponowania potrzebnych środków. Flota okrętów pancernych, w tym „Lissa”, trzymana była w porcie w Puli jako rezerwa; jedynymi okrętami, które brały udział w służbie czynnej, były fregaty parowe wysyłane za granicę.
Oficjalnie jednak „Lissa” przydzielona została do aktywnej eskadry pancerników, gdzie służyła aż do 1887 roku. W nocy z 3 na 4 września 1872 roku zdarzył się wypadek, który mógł mieć poważne konsekwencje. Gdy okręt stał zacumowany w porcie na wyspie Korfu, w pobliżu magazynu prochu wybuchł duży pożar. Załodze udało się jednak ugasić płomienie, zanim dotarły one do prochowni. W 1875 roku okręt otrzymał nowe kotły parowe, a w następnym roku zmodyfikowano jego ożaglowanie. Do 1880 roku kadłub „Lissy” był już poważnie zbutwiały i okręt zabrany został do suchego doku w arsenale w Puli, gdzie zerwano z niego większość pancernych płyt, by wymienić zbutwiałe drewno. Prace zakończono w następnym roku i „Lissa” wróciła do służby. W czasie remontu zmieniono również uzbrojenie okrętu. Zachowano dwanaście armat kal. 229 mm, lecz przestarzałe działa mniejszego kalibru wymieniono na cztery działa kal. 90 mm L/24, dwa działa kal. 70 mm L/15, trzy działa Hotchkiss M1879 kal. 47 mm i dwie kartaczownice kal. 25 mm.
Po zakończeniu remontu „Lissa” powróciła do aktywnej eskadry. 27 marca 1885 roku na okręcie złożył wizytę arcyksiążę Rudolf. W czerwcu 1885 roku służył on jako okręt flagowy eskadry pancerników podczas ćwiczeń floty, przeprowadzonych w pobliżu wyspy Lissa. Ćwiczenia te polegały na próbnym ataku torpedowców na okręty pancerne. W 1888 roku okręt przeniesiono do II Eskadry Rezerwowej. W międzyczasie ponownie zmodyfikowano jego uzbrojenie, dodając wyrzutnie torpedowe w 1885 roku, a następnie wymieniając działa głównego kalibru na wersję szybkostrzelną. Przez resztę służby „Lissa” pozostawała nieaktywna; została skreślona z rejestru floty 13 listopada 1892 roku i rozebrana między 1893 a 1895 rokiem.